# كدفة (خيران المحرق)

تعديل مصدري - تعديل

كدفة هي إحدى قرى عزلة غربى الخميسين بمديرية خيران المحرق التابعة لمحافظة حجة، بلغ تعداد سكانها 192 نسمة حسب تعداد اليمن لعام 2004.